# Dirk van Gunsteren

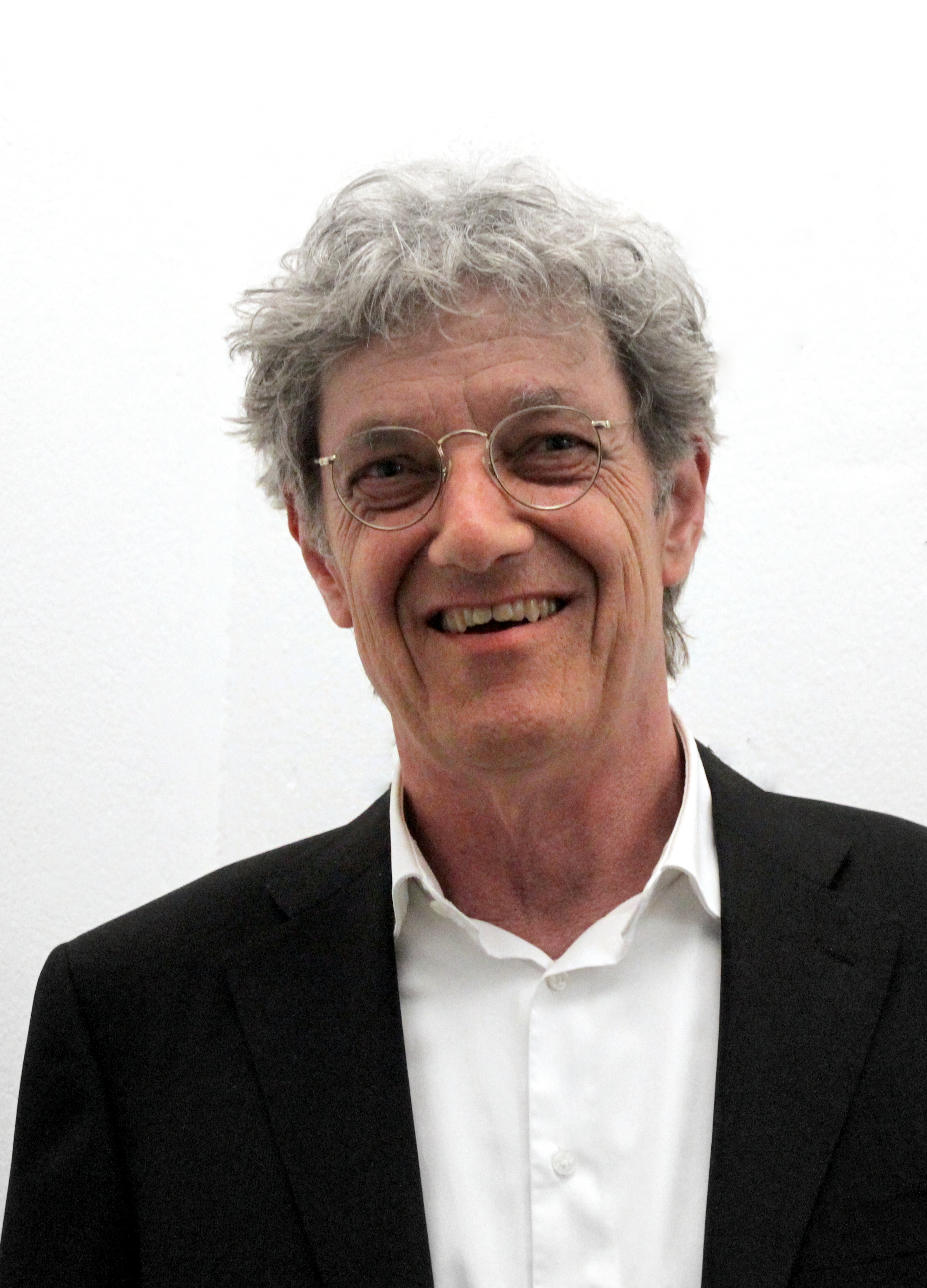
Dirk van Gunsteren im Literaturhaus München bei der Verleihung des Übersetzerpreises 2018

Dirk van Gunsteren (geboren 22. Februar 1953 in Düsseldorf) ist ein deutscher literarischer Übersetzer aus dem Englischen und Niederländischen und freiberuflicher Redakteur.

## Biografie
Van Gunsteren wurde als Sohn des niederländischen Reeders und Konsuls Harry van Gunsteren und dessen deutscher Ehefrau Ursula, geb. Schmidt-Prange, in Düsseldorf geboren, wuchs jedoch in Duisburg-Ruhrort auf. Von 1969 bis 1973 war er in verschiedenen Gruppen politisch aktiv und arbeitete von 1975 bis 1976 in einem Zentrum für Gruppentherapie in Oberbayern. Zwischen 1973 und 1979 folgten vier sechsmonatige Aufenthalte in Indien. 1976 zog van Gunsteren nach München und arbeitete dort als Taxifahrer und seit 1980 als Mitarbeiter der Zeitschrift ZERO. 1981 begann er ein Studium der Amerikanistik an der Ludwig-Maximilians-Universität München; seit 1984 ist er als Übersetzer insbesondere aus dem Englischen tätig. Van Gunsteren lebt in München (Stand 2025).
2007 erhielt van Gunsteren den mit 15.000 € dotierten Heinrich Maria Ledig-Rowohlt-Preis für seine Übersetzung angelsächsischer Literatur.
Im Jahr 2021 waren sein Kollege Nikolaus Stingl und er für ihre Übersetzung von John Dos Passos’ „USA-Trilogie. Der 42. Breitengrad / 1919 / Das große Geld“ für den Preis der Leipziger Buchmesse nominiert.

## Auszeichnungen
- 2007: Heinrich Maria Ledig-Rowohlt-Preis an Dirk van Gunsteren
- 2009: Deutscher Krimi Preis (1. Platz Preisträger International) für Richard Stark: Fragen Sie den Papagei, übersetzt von Dirk van Gunsteren
- 2018: Übersetzerpreis der Landeshauptstadt München „für seine in Qualität und Umfang herausragenden Leistungen“[8]

## Auswahl übersetzter Autoren
Harold Brodkey, Cormac McCarthy, Thomas Pynchon, Henry Miller, V. S. Naipaul, Philip Roth, Patricia Highsmith, Edward St Aubyn, Colum McCann, T. C. Boyle,  John Irving, John Grisham, Oliver Sacks, Eric Ambler, Amitav Ghosh, Peter Carey, Nik Cohn, Jonathan Safran Foer,  Henry David Thoreau, Donald E. Westlake (vgl.), Richard Russo, Ellis Peters, Peter S. Beagle, George V. Higgins, John Dos Passos, Ray Bradbury, Castle Freeman, Adam Haslett, David Constantine, George Saunders,  David Means, Claire Vaye Watkins, William Melvin Kelley, Ayad Akhtar, Richard Dooling, Patrick Leigh Fermor, Blake Bailey, Barbara Kingsolver,  Nathan Hill